# Nicole Cardoch
Nicole Alexandra Cardoch Ramos (Rengo, 6 de mayo de 1992) es una periodista y política chilena, militante del Partido Socialista de Chile. Entre  el 11 de marzo de 2023 y 30 de julio de 2025 se desempeñó como subsecretaria General de Gobierno de su país, bajo el gobierno del presidente Gabriel Boric.

## Biografia
Nacida el 6 de mayo de 1992 en Rengo en la región de O'Higgins, estudió su educación escolar en el Colegio San Antonio del Baluarte de la misma ciudad.
Posteriormente, se trasladó a Santiago para estudiar Periodismo en la Facultad de Comunicación e Imagen de la Universidad de Chile. Entre 2012 y 2015 ejerció como ayudante de cátedra de los cursos Análisis de Imagen Fija y Análisis de la Imagen Audiovisual, dictados por el profesor Rafael del Villar Muñoz.

## Trayectoria profesional y política
Durante su etapa universitaria, fue electa como secretaria general del Centro de Estudiantes de Comunicación e Imagen en 2012 y, posteriormente, como delegada de bienestar de la Federación de Estudiantes de la Universidad de Chile en 2013. 
Una vez titulada como periodista, ha trabajado en diversos organismos públicos de Chile, entre ellos, en el Instituto Nacional del Deporte, en la antigua Intendencia de Santiago, en la antigua Gobernación de la Provincia de Cordillera, en la División de Organizaciones Sociales (DOS) del Ministerio Secretaría General de Gobierno, en la Ilustre Municipalidad de Pudahuel y en el Gobierno Regional de Aysén.
En el ámbito gremial, en 2015 fue una de las fundadoras de la comisión de género del Colegio de Periodistas de Chile y al año siguiente fue electa como consejera metropolitana de dicha organización.
Como militante del Partido Socialista, ejerció como encargada de la Dirección Nacional Universitaria (DNU) de la Juventud Socialista de Chile entre 2013 y 2016. Posteriormente, fue electa como presidenta de dicha la Juventud entre 2017 y 2018. A finales de 2018 se presentó a la reelección para presidir la Juventud Socialista, sin embargo, obtuvo el 44% de los votos en los comicios internos y fue superada por el diputado Juan Santana.
En  junio de 2022 fue electa por el Comité Central del Partido Socialista como vicepresidenta de la colectividad, en la directiva encabezada por Paulina Vodanovic. Al mes siguiente, asumió como representante del Partido Socialista de Chile en la coordinación general de la campaña de la opción "Apruebo" para el Plebiscito constitucional de Chile de 2022.
El 11 de marzo de 2023 fue nombrada Subsecretaria General de Gobierno en el segundo cambio de gabinete realizado por el presidente Gabriel Boric, relevando en este cargo a Valeska Naranjo, quien ejerció desde marzo de 2022.